# 酒寄正太
酒寄 正太（さかより しょうた、1963年3月19日 - ）は、日本の実業家、北海道コカ・コーラボトリング株式会社代表取締役社長。

## 人物・経歴
1963年3月19日生まれ、東京都出身。1986年3月、立教大学経済学部経営学科（現・経営学部）卒業。
1986年4月、大日本印刷株式会社に入社。
2002年1月、同社商印事業部商印第1営業本部営業第5部長、2009年4月、同社商印事業部商印第3営業本部長、2017年4月、同社情報イノベーション事業部副事業部長（現・情報イノベーション事業部第1CXセンター長）。
2020年3月、北海道コカ・コーラボトリング株式会社取締役、2021年10月、同社常務取締役管理部門担当、2023年3月、同社専務取締役営業部門担当。
2024年3月、同社代表取締役社長就任。